# Machi
 Ovo je glavno značenje pojma Machi. Za druga značenja pogledajte Machi (razdvojba).
Machi (jap. kunyomi: kanji 町, hiragana まち, romaji: machi ; onyomi: kanji 町, hiragana ちょう, povijesna kana ちやう, romaji chō), naziv za jednu od dviju vrsta upravnih jedinica u Japanu. Veličinom odgovara gradiću, shi odgovara gradu, mura selu. Ponekad se istu riječ (町; machi ili chō) rabi u imenima manjih regija, obično dijela ku-ova (kanji 区, hiragana く, romaji ku) u gradovima određenih vladinim ukazom (kanji 政令指定都市, hiragana せいれいしていとし, romaji seirei shitei toshi). To je zaostatak iz vremena kad su mali gradovi bili nastali na vanjskim stranama gradova u koje su se vremenom uklopili.
Prema chihō-jichi-hō-u (地方自治法, „Zakon o lokalnoj samoupravi“) iz 1947. godine machiji su kao i prije prema poretku u prefekturama i općinama carstva pored mura i shija (zajedno 市町村, shi-chō-son) jedno od triju regularnih općinskih vrsta i izravna potpodjela japanske prefekture (To/Dō/Fu/Ken). Na japanskom se imena ovih općina po pravilu naziva skupa s dometkom  -machi/-chō. Do gašenja okruga (-gun) kao upravnih jedinica 1920-ih -machi/-chō su bili podređeni upravama okruga. Uz manje iznimke kod otočkih općina, koje su bile neposredno podređene upravi prefekture kroz potprefekture.

## Vanjske poveznice
- Zenkoku chōsongikai gichōkai (jap. 全国町村議会議長会, Zemaljska udruga predsjednika skupština 743 machija i 183 mure) (na japanskom)
- Zenkoku chōsonkai (jap. 全国町村会, Zemaljska udruga načelnika machija i mura) (na japanskom, kineskom, engleskom i korejskom)